# 美国音乐
美国音乐反映了该国多元种族混合的文化。该国音乐受到西非、爱尔兰、苏格兰和欧洲大陆音乐的影响，最出名的音乐类型包括爵士、藍調、乡村、藍草、摇滚、节奏布鲁斯、拉格泰姆、嘻哈、理髮師合唱、流行、实验、铁克诺、浩室、舞曲、布加洛、騷沙和摇滚等。美国是全球最大的音乐市场。2014年，该国唱片零售额达到了48.983億美元。美国的音乐在全球听众众多。自20世纪初，美国流行音乐开始风靡全球。
美国原住民是美洲大陆最早的居民，他们创造了美国最早的音乐。17世纪开始，欧洲人开始大规模移民美国，带来了新的音乐风格和乐器。与此同时，非洲黑奴也带来了原居地传统音乐，使得美国音乐呈大熔炉状。
美国现代流行音乐可追溯到19世纪末的非裔美國人藍調音乐和20世纪20年代福音音乐的流行。非裔美國人音乐的基本元素则衍生自欧洲和原住民音乐。而乡村音乐和蓝草音乐仍有强烈的非洲风格的根基。此外，美国音乐还受到了乌克兰、爱尔兰、苏格兰、波兰、拉美和犹太社区录制的流行和民谣音乐的影响。
許多美國城市都有繁荣的音樂背景，反過來又使得这些地區发展出新的音樂風格。美国著名的音乐中心有費城、西雅圖、波特蘭、纽约、旧金山、新奥尔良、底特律、明尼阿波利斯、芝加哥、迈阿密、亚特兰大、纳什维尔、奧斯汀和洛杉矶等。一些小城市，如阿斯伯里帕克也发展出了独特的音乐类型。凯金音乐、路易斯安那克里奥、夏威夷音乐、藍草音樂和旧时音乐等音乐类型的共存是美国音乐多元化的体现。今天的美国音乐深受非裔美國人音樂风格的影响。